# Marko Petrušič
Marko Petrušič, slovenski jazz-pianist, * 1974, Ljubljana.
Leta 1991 je zaključil šolanje na Bežigrajski gimnaziji in Srednji glasbeni in baletni šoli v Ljubljani. Klavir je študiral na Visoki šoli za glasbo v Gradcu. Od leta 2001 ima status svobodnega umetnika. Je ustanovitelj ansambla Trio Petrušič, ki deluje v dveh zasedbah (glasbeniki: Tomaž Grom, Nikola Matošič, Gašper Bertoncelj, Marko Petrušič). Od leta 2004 igra v ansamblu Greentown jazz band, sicer pa sodeluje tudi s skupino Latino messengers, Vitalijem Osmačkom in drugimi. Ob nedeljah ob 21. uri pogosto sodeluje pri maši v cerkvi Marijinega oznanjenja v Ljubljani, kjer igra orgle.